# Minna Wettstein-Adelt
Minna Wettstein-Adelt (née en 1869 - date de décès incertaine, probablement en 1908) est une journaliste et écrivaine franco-allemande. Elle écrivait également sous les noms de Mina Adelt-Duc, Aimée Duc et Helvetia.

## Biographie
Née le 1er mai 1869 à Strasbourg, Minna Adelt-Duc grandit en France. En 1891, elle épouse un écrivain suisse, le Dr Wettstein, et vit ensuite à Berlin, Dresde et Munich. À partir de 1897, elle devient rédactrice en chef de Draisena, un magazine bimensuel pour les femmes cyclistes. Elle est également éditrice pour la Modekorrespondenz (courrier de la mode) de Berlin.
Après avoir lu un compte-rendu de la vie dans une usine de machines-outils de Chemnitz, publié par Paul Göhre, Wettstein-Adelt décide de mener une enquête similaire. Elle va travailler avec d'autres femmes dans quatre usines de Chemnitz : une usine de bas et de gants, une manufacture de tissage, et deux usines de filature. Elle cherche en particulier à étendre l'émancipation féminine à la classe ouvrière, et s'intéresse à la contraception, au harcèlement sexuel, à la prostitution, et au fardeau des mères de familles ouvrières. Elle rend cependant compte avec désapprobation des « bêtes » et des « reptiles » au milieu desquels elle estime s'être trouvée, et la principale recommandation qui ressort de cette enquête est de confier la supervision des usines à ses lecteurs ou lectrices, qu'elle voit comme les « dix mille personnes supérieures ».
Son roman Sind es Frauen? Roman über das dritte Geschlecht est publié en 1901 sous le pseudonyme d'Aimée Duc. Il dépeint un groupe d'« étudiantes en médecine indépendantes, intellectuelles, et aimant les personnes du même sexe » : elles se réclament du troisième sexe, ce qui leur permet de justifier leur désir de vivre librement, d'accéder à l’éducation et d'embrasser des carrières intellectuelles. La relation entre deux d’entre elles, Minotchka et Marta, est au cœur du livre,.
En 1903, elle vit au Caire, et en 1908, à Calcutta où elle est éditrice pour la Asiatisch-Orientalischen Industrie-Correspondenz. La date de son décès est incertaine.

## Publications
- Minna Wettstein-Adelt (Hrsg.): Des Hauses Tausendkünstler. Ein treuer Rathgeber für den Haushalt A. Michow, Charlottenburg 1891, 38 S.
- Minna Wettstein-Adelt: 3 1/2 Monate Fabrik-Arbeiterin. Eine practische Studie. J. Leiser, Berlin, 1893 [lire en ligne]
- Minna Wettstein-Adelt: Macht Euch frei! Ein Wort an die deutschen Frauen. Deutsche Schriftsteller-Genossenschaft, Berlin 1893, 37 S.
- Minna Wettstein-Adelt: Zur Arbeiterinnenfrage. In: Ethische Kultur. Jg. 1 (1893), Nr. 2, S. 11–13 (Digitalisat des DIPF).
- Minna Wettstein-Adelt: Die Putzsucht der Arbeiterin. In: Ethische Kultur. Jg. 1 (1893), Nr. 11, S. 87 f. (Digitalisat des DIPF).
- Minna Wettstein-Adelt: Das Erwerbsleben der Frau. In: Ethische Kultur. Jg. 1 (1893), Nr. 20, S. 155–157 (Digitalisat des DIPF).
- M. W.-A.: Der Frauentag in Wiesbaden (5.–7. Juni). In: Ethische Kultur. Jg. 1 (1893), Nr. 25, S. 199 f. (Digitalisat des DIPF).
- Minna Wettstein-Adelt: Kinder als Straßenverkäufer. In: Hamburgische Schulzeitung. Jg. 3 (1895), Nr. 22, S. 171 f. (Digitalisat bei DigiZeitschriften).
- Aimée Duc: Sind es Frauen? Roman über das dritte Geschlecht. R. Eckstein Nachf., Berlin 1901, 95 S. (Roman).
- Aimée Duc: Der Sport als ethischer Faktor. In: Ethische Kultur. Jg. 9 (1901), Nr. 45, S. 356 f. (Digitalisat des DIPF).
- Aimée Duc: Die Temperenzfrage in England. In: Ethische Kultur. Jg. 10 (1902), Nr. 16, S. 123–125 (Digitalisat des DIPF).
- Aimée Duc: Zur Ethik der Kindheit. In: Ethische Kultur. Jg. 10 (1902), Nr. 49, S. 387–389 (Digitalisat des DIPF).
- Aimée Duc: Ich will. R. Eckstein Nachf., Berlin 1902, 96 S. (Roman).
- Aimée Duc: Des Pastors Liebe : Ein modernes Sittenbild. Caesar Schmidt, Zürich 1904.
- M. A. Adelt-Duc: Tourist’s Guide Books for the East. Köppen, Berlin 1909.
- Aimée Duc: Indische Novellen. Müller-Mann, Leipzig 1914.
- Minna Wettstein-Adelt (Hrsg.): Des Hauses Tausendkünstler. Ein treuer Rathgeber für den Haushalt A. Michow, Charlottenburg 1891, 38 S.
- Minna Wettstein-Adelt: 3 1/2 Monate Fabrik-Arbeiterin. Eine practische Studie. J. Leiser, Berlin 1893, 108 S. (Digitalisat der SLUB Dresden).
- Minna Wettstein-Adelt: Macht Euch frei! Ein Wort an die deutschen Frauen. Deutsche Schriftsteller-Genossenschaft, Berlin 1893, 37 S.
- Minna Wettstein-Adelt: Zur Arbeiterinnenfrage. In: Ethische Kultur. Jg. 1 (1893), Nr. 2, S. 11–13 (Digitalisat des DIPF).
- Minna Wettstein-Adelt: Die Putzsucht der Arbeiterin. In: Ethische Kultur. Jg. 1 (1893), Nr. 11, S. 87 f. (Digitalisat des DIPF).
- Minna Wettstein-Adelt: Das Erwerbsleben der Frau. In: Ethische Kultur. Jg. 1 (1893), Nr. 20, S. 155–157 (Digitalisat des DIPF).
- M. W.-A.: Der Frauentag in Wiesbaden (5.–7. Juni). In: Ethische Kultur. Jg. 1 (1893), Nr. 25, S. 199 f. (Digitalisat des DIPF).
- Minna Wettstein-Adelt: Kinder als Straßenverkäufer. In: Hamburgische Schulzeitung. Jg. 3 (1895), Nr. 22, S. 171 f. (Digitalisat bei DigiZeitschriften).
- Aimée Duc: Sind es Frauen? Roman über das dritte Geschlecht. R. Eckstein Nachf., Berlin 1901, 95 S. (Roman).
- Aimée Duc: Der Sport als ethischer Faktor. In: Ethische Kultur. Jg. 9 (1901), Nr. 45, S. 356 f. (Digitalisat des DIPF).
- Aimée Duc: Die Temperenzfrage in England. In: Ethische Kultur. Jg. 10 (1902), Nr. 16, S. 123–125 (Digitalisat des DIPF).
- Aimée Duc: Zur Ethik der Kindheit. In: Ethische Kultur. Jg. 10 (1902), Nr. 49, S. 387–389 (Digitalisat des DIPF).
- Aimée Duc: Ich will. R. Eckstein Nachf., Berlin 1902, 96 S. (Roman).
- Aimée Duc: Des Pastors Liebe : Ein modernes Sittenbild. Caesar Schmidt, Zürich 1904.
- M. A. Adelt-Duc: Tourist’s Guide Books for the East. Köppen, Berlin 1909.
- Aimée Duc: Indische Novellen. Müller-Mann, Leipzig 1914.